# Christoph Kleßmann
Christoph Kleßmann (* 13. November 1938 in Jöllenbeck bei Bielefeld) ist ein deutscher Historiker. Er lehrte als Professor für Zeitgeschichte an der Universität Bielefeld (1976–1992) und hatte von 1992 bis 2004 einen Lehrstuhl für Zeitgeschichte mit besonderer Berücksichtigung der DDR-Geschichte an der Universität Potsdam inne. Kleßmann gilt als einer der besten Kenner der Beziehungsgeschichte der beiden deutschen Staaten.

## Leben und Wirken
Christoph Kleßmann ist ein Sohn von Ernst Kleßmann (1899–1986), der Pfarrer der evangelisch-lutherischen Gemeinde Jöllenbeck im Kirchenkreis Bielefeld war. Sein jüngerer Bruder ist der Theologe Michael Klessmann.
Kleßmann studierte nach dem Abitur 1958 in Hagen Geschichte, Germanistik, Klassische Philologie und Politikwissenschaft an den Universitäten Göttingen, München und Tübingen. 1964/65 absolvierte er in Göttingen das erste Staatsexamen und war Tutor im Göttinger Studentenwohnheim „Historisches Colloquium“. 1966/67 forschte er als Promotionsstipendiat der Volkswagenstiftung in London, von 1967 bis 1970 war er Wissenschaftlicher Mitarbeiter am Ostkolleg der Bundeszentrale für politische Bildung in Köln. 1969 wurde er an der Abteilung für Geschichtswissenschaft der Ruhr-Universität Bochum mit einer von Hans Roos betreuten Studie zur nationalsozialistischen Kulturpolitik und zur polnischen Widerstandsbewegung im Generalgouvernement zum Dr. phil. promoviert. Die Darstellung wurde ein Standardwerk.
Von 1970 bis 1976 war Kleßmann Wissenschaftlicher Assistent in Bochum. 1975/76 war er Habilitationsstipendiat der Deutschen Forschungsgemeinschaft. 1976 habilitierte er sich mit einer Arbeit über polnische Bergarbeiter im Ruhrgebiet zwischen 1870 und 1945. Von 1976 bis 1992 war er Professor für Zeitgeschichte an der Fakultät für Geschichtswissenschaft der Universität Bielefeld. 1978/79 war er Vorsitzender des Lehrausschusses der Fakultät für Geschichtswissenschaft. 1987/88 erhielt er das Akademie-Stipendium an der Volkswagenstiftung. 1990 war er Gastprofessor an der Universität Leipzig.
1992 erhielt er einen Ruf auf den Lehrstuhl für Zeitgeschichte mit besonderer Berücksichtigung der DDR-Geschichte an der Universität Potsdam. 1993 war er Gastprofessor am German Department der Indiana University Bloomington. 1994 übernahm er gemeinsam mit Jürgen Kocka die kommissarische Leitung des Forschungsschwerpunkts Zeithistorische Studien Potsdam. Er wurde dann an der Universität Potsdam beurlaubt und übernahm 1996 das Direktorat des Zentrums für Zeithistorische Forschung in Potsdam. 2000 war er Senior Fellow am St Antony’s College in Oxford. 2004 wurde er emeritiert. Er war Vertrauensdozent der Friedrich-Ebert-Stiftung. Zu seinen akademischen Schülern gehören unter anderem Uta Balbier, Jan C. Behrends, Gisela Diewald-Kerkmann, Jens Gieseke, Oliver Hilmes, Ilko-Sascha Kowalczuk, Hans-Jörg Kühne, Bernd Stöver, Armin Wagner, Annette Weinke und Dorothee Wierling.
Seine Forschungsschwerpunkte sind die deutsche und polnische Geschichte des 20. Jahrhunderts, insbesondere der NS-Zeit, der Bundesrepublik und der DDR. Kleßmann gilt als einer der besten Kenner der Beziehungsgeschichte der beiden deutschen Staaten. Seine beiden Darstellungen Die doppelte Staatsgründung und Zwei Staaten, eine Nation zur gesamtdeutschen Geschichte zwischen 1945 und 1970 wurden grundlegend in der Forschung und vielfach aufgelegt. Maßgeblich hat er das historische Konzept der „asymmetrisch verflochtenen (deutsch-deutschen) Parallelgeschichte“ entwickelt und in seinen Darstellungen umgesetzt. Gemeint ist damit, dass die Geschichte der beiden deutschen Staaten von Abgrenzung, aber auch Verflechtung durch wechselseitige Beziehungen und Kontakte geprägt war. Der Vergleich war auf beiden Seiten ständig präsent. Allerdings schaute die DDR-Seite stärker auf den Westen als umgekehrt, daher bestand keine Symmetrie. 
Kleßmann wurden zahlreiche Ehrungen und Mitgliedschaften zugesprochen. So wurde er Mitglied der Wissenschaftlichen Beiräte der Gedenkstätte Deutscher Widerstand, der Forschungsstelle für Zeitgeschichte in Hamburg, der Stiftung Archive der Parteien und Massenorganisationen (Vorsitzender) und des Zentrums für Zeithistorische Forschung in Potsdam. Weitere Verpflichtungen nahm er in den Beiräten der Arbeitsgemeinschaft für Kirchliche Zeitgeschichte, des Museums für Alltagsgeschichte der DDR in Eisenhüttenstadt und des Schülerwettbewerbs Deutsche Geschichte beim Bundespräsidenten sowie im Fachbeirat Wissenschaft der Bundesstiftung zur Aufarbeitung der SED-Diktatur wahr. Er ist Mitglied im Verband der Historiker und Historikerinnen Deutschlands, in der Deutschen Gesellschaft für Osteuropakunde und in der German Studies Association. Außerdem wurde er in die Fachkommissionen Zeitgeschichte im J. G. Herder-Forschungsbeirat und der Stiftung Brandenburgische Gedenkstätten berufen. 2009 wurde er Vorstandsmitglied der Deutsch-polnischen Wissenschaftsstiftung und 2010 Auswärtiges Mitglied der Polnischen Akademie der Wissenschaften. Im Dezember 2009 wurde Kleßmann für die Leitung des Instituts sowie für seine Kontakte um die Verständigung mit Polen mit Verdienstkreuz am Bande des Verdienstordens der Bundesrepublik Deutschland geehrt. Ihm wurde der Bochumer Historikerpreis 2011 zugesprochen. Im Dezember 2015 wurde ihm das Bundesverdienstkreuz 1. Klasse des Verdienstordens der Bundesrepublik Deutschland verliehen.
Kleßmann ist seit 1967 verheiratet und hat zwei Kinder.

## Schriften (Auswahl)
Monografien
- Arbeiter im „Arbeiterstaat“ DDR. Deutsche Traditionen, sowjetisches Modell und westliches Magnetfeld (1945–1971). Dietz, Bonn 2007, ISBN 3-8012-5034-2.
- Zwei Staaten, eine Nation. Deutsche Geschichte 1955–1970. Vandenhoeck & Ruprecht, Göttingen 1988, ISBN 3-525-36219-6 (2., überarbeitete und erweiterte Auflage. (= Bundeszentrale für Politische Bildung. Schriftenreihe. Bd. 343). Bundeszentrale für Politische Bildung, Bonn 1997, ISBN 3-89331-273-0).
- Die doppelte Staatsgründung. Deutsche Geschichte 1945–1955 (= Bundeszentrale für Politische Bildung. Schriftenreihe. Bd. 193). Vandenhoeck & Ruprecht u. a., Göttingen u. a. 1982, ISBN 3-525-36180-7 (5., überarbeitete und erweiterte Auflage. ebenda 1991, ISBN 3-525-36228-5).
- Polnische Bergarbeiter im Ruhrgebiet. 1870–1945. Soziale Integration und nationale Subkultur einer Minderheit in der deutschen Industriegesellschaft (= Kritische Studien zur Geschichtswissenschaft. Bd. 30). Vandenhoeck und Ruprecht, Göttingen 1978, ISBN 3-525-35982-9 (Zugleich: Bochum, Universität, Habilitationsschrift, 1976).
- Die Selbstbehauptung einer Nation. Nationalsozialistische Kulturpolitik und polnische Widerstandsbewegung im Generalgouvernement 1939–1945 (= Studien zur modernen Geschichte. Bd. 5). Bertelsmann-Universitätsverlag, Düsseldorf 1971, ISBN 3-571-09193-0 (Zugleich: Bochum, Universität, Dissertation 1969).

Herausgeberschaften
- 1961–1971, Deutsche Demokratische Republik. Politische Stabilisierung und wirtschaftliche Mobilisierung (= Geschichte der Sozialpolitik in Deutschland seit 1945. Bd. 9). Nomos, Baden-Baden 2006, ISBN 3-7890-7329-6 (Rezension).
- mit Peter Lautzas: Teilung und Integration. Die doppelte deutsche Nachkriegsgeschichte als wissenschaftliches und didaktisches Problem (= Bundeszentrale für Politische Bildung. Schriftenreihe. Bd. 482). Bundeszentrale für Politische Bildung, Bonn 2005, ISBN 3-89331-599-3.
- Vertreibung, Neuanfang, Integration. Erfahrungen in Brandenburg. Brandenburgische Landeszentrale für Politische Bildung, Potsdam 2001, ISBN 3-932502-30-2.
- 1953 – Krisenjahr des Kalten Krieges in Europa (= Zeithistorische Studien. Bd. 16). Böhlau, Köln u. a. 1999, ISBN 3-412-03799-0.
- Kinder der Opposition. Berichte aus Pfarrhäusern in der DDR. Gütersloher Verlags-Haus, Gütersloh 1993, ISBN 3-579-02202-4.
- mit Georg Wagner: Das gespaltene Land. Leben in Deutschland 1945–1990. Texte und Dokumente zur Sozialgeschichte. Beck, München 1993, ISBN 3-406-37165-5.
- September 1939. Krieg, Besatzung, Widerstand in Polen. Acht Beiträge (= Kleine Vandenhoeck-Reihe. Bd. 1546). Vandenhoeck & Ruprecht, Göttingen 1989, ISBN 3-525-33559-8.
- mit Falk Pingel: Gegner des Nationalsozialismus. Wissenschaftler und Widerstandskämpfer auf der Suche nach historischer Wirklichkeit. Campus-Verlag, Frankfurt am Main u. a. 1980, ISBN 3-593-32698-1.